# 上海市罗星中学
上海市罗星中学（英語：Luo Xing Middle School Shanghai）坐落在中华人民共和国上海市金山区朱泾镇罗星路234号，是上海市的一所公立中学。

## 历史
1980年，罗星中学建立。

## 学校文化

### 校训
忠诚、勤奋、求索、健美

### 理念
以人为本，以德为先，追求卓越

### 校风
文明、规范、奋发、和谐

## 著名校友
- 韩寒（作家，赛车手）
- 陈果 (教授)（教授）

## 荣誉
罗星中学曾先后获得“全国雏鹰大队”、“中国少年科学院科普基地”、“上海市素质教育实验学校”、“上海市中小学心理辅导示范学校”、“上海市语言文字规范示范学校”、“上海市中小学课程教材改革研究基地”、“上海市民族精神教育试点学校”、“上海市家庭教育指导实验学校”等荣誉称号。